# Klebsiella pneumoniae
Klebsiella pneumoniae je gramnegativní, nepohyblivá, zapouzdřená, laktózu fermentující, fakultativně anaerobní tyčinkovitá bakterie tvořící součást běžné flóry v ústech, trávicím traktu a na kůži. Je klinicky nejvýznamnějším členem rodu Klebsiella z čeledi Enterobacteriaceae. Je blízkou příbuznou bakterie K. oxytoca, od které se liší svou indol-negativitou a schopností růst jak na melezitóze, tak na 3-hydroxybutyrátu. Přirozeně se vyskytuje v půdě a zhruba 30 % kmenů dokáže za anaerobních podmínek fixovat dusík. Její dusíkový fixační systém byl jakožto u volně žijícího diazotrofa důkladně studován.
Členové rodu Klebsiella na svém povrchu vykazují typicky dva druhy antigenů. První, antigen 0, je součástí lipopolysacharidu (LPS), který existuje v 9 varietách. Druhým je antigen K, kapsulární polysacharid s více než 80 varietami. Oba přispívají k patogenitě a tvoří základ pro sérotypizaci.

## Historie
Dánský vědec Hans Christian Gram (1853–1938) vyvinul v roce 1884 techniku dnes známou jako Gramovo barvení, aby od sebe odlišil K. pneumoniae a Streptococcus pneumoniae.
Klebsiella nese jméno podle německého bakteriologa Edwina Klebse (1834–1913).
Multirezistentní Klebsiella pneumoniae je při laboratorních testech in vivo ničena intraperitoneálním, intravenózním nebo intranasálním podáním fágů.

## Klinický význam
K. pneumoniae může způsobovat pneumonii.
Výzkum prováděný na King's College v Londýně vyvozuje, že molekulární mimikry mezi HLA-B27 a dvěma povrchovými molekulami na bakterii Klebsiella jsou příčinou ankylozující spondylitidy.
Infekce bakteriemi Klebsiella se obecně vyskytují hlavně u lidí s imunitním systémem oslabeným nevhodnou stravou (alkoholiků a diabetiků). Mnoho z těchto infekcí lidé získávají při hospitalizaci v nemocnici (nozokomiální infekce). Nejčastějším infekčním onemocněním způsobovaným bakteriemi Klebsiella mimo nemocnice je pneumonie.
Vyskytují se nové rezistentní kmeny K. pneumoniae, čím dál častěji jako nozokomiální infekce.
Bakterie Klebsiella jsou druhým nejčastějším (po E. coli) původcem infekce močových cest u starších lidí. Jsou také oportunním patogenem u pacientů s chronickým onemocněním plic, střevním onemocněním, atrofií sliznice nosní a rhinoskleromem. Nejvýznamnějším zdrojem infekce je stolice, druhým pak kontakt s kontaminovanými nástroji.

## Rezistence
Podle informací publikovaných European Center for Disease Prevention and Control (ECDC) je u K. pneumoniae antibiotická rezistence vážným problémem. V roce 2010 byla míra rezistence na antibiotika „poslední instance“ 15 %, zatímco o pět let dříve jen okolo 7 %. V některých evropských státech je rezistentních skoro 50 % kmenů. V řadě států EU je 15–50 % kmenů zjištěných u infekcí v krevním řečišti rezistentních na karbapenemy.